# Schlitzdüsen-Beschichtung
Die Schlitzdüsen-Beschichtung (slot die bzw. Breitschlitzdüse) ist eine Beschichtungstechnik, um dünne Flüssigkeitsschichten auf bahnförmige Substrate (Papier, Folie, Stoffe etc.) oder Stückgüter (Glas, Metallplatten etc.) aufzutragen. Für einige Substrate in der Beschichtungsindustrie, vor allem für solche mit Funktionsschichten (Photovoltaik, medizinische Produkte, Wafer, Lithium-Ionen-Batterien, Brennstoffzellen etc.), ist aber gerade die Genauigkeit der aufzutragenden Schichtdicken von essentieller Bedeutung. Unkontrollierbare Schichtdickenvariationen, bedingt durch Änderungen der Produktionsbedingungen oder durch Änderungen der Fluideigenschaften, sind hierbei für eine Vielzahl von Beschichtungen nicht vertretbar.
Fehlerfreie Beschichtungen von Substraten erfordern aber nicht nur verlässlich arbeitende und leicht bedienbare Prozesse und Auftragswerkzeuge, wie beispielsweise die Schlitzdüsen, sondern stellen darüber hinaus auch besondere Anforderungen an die eingesetzten Lösemittel, z. B. deren Blasenfreiheit. Zudem sind kontrollierte Rührprozesse erforderlich, um die speziellen Eigenschaften der angesetzten Beschichtungsfluide für fehlerfreie Schichten auf Substraten sicherzustellen. Hinzu kommt, dass die Fluidzuführung zu den eingesetzten Beschichtungswerkzeugen pulsationsfrei erfolgen muss, um fehlerfreie Filme auf Substraten zu erzeugen. Es ist somit das reproduzierbare, kontrollierte Zusammenwirken aller Produkte und peripheren Prozesse eines Beschichtungsvorgangs, die beherrscht werden müssen, um Filmschichten auf Substraten mit hoher Qualität zu erreichen.

## Die selbstdosierenden Beschichtungsverfahren
Die selbstdosierenden Verfahren (Rollen-, Rakel- oder Tauchbeschichtung) sind dadurch charakterisiert, dass die erreichte Nassfilmschichtdicke durch den Beschichtungsvorgang bestimmt wird und nicht durch die Bestimmung des Massenstroms beim Betrieb des Beschichtungswerkzeuges festgelegt werden kann. Die Schichtdicke auf dem Substrat stellt sich relativ unkontrolliert ein und ist stark von den Fluideigenschaften, dem gewählten Beschichtungsverfahren und seinen frei wählbaren Parametern und der Beschichtungsgeschwindigkeit abhängig. Für einige Substrate in der Beschichtungsindustrie, vor allem für solche mit Funktionsschichten, ist aber gerade die Genauigkeit der aufzutragenden Schichtdicken von essentieller Bedeutung. Unkontrollierbare Schichtdickenvariationen, bedingt durch Änderungen der Produktionsbedingungen oder durch Änderungen der Fluideigenschaften, sind hierbei für eine Vielzahl von Beschichtungen nicht vertretbar.

## Das vordosierende Schlitzdüsen-Beschichtungsverfahren

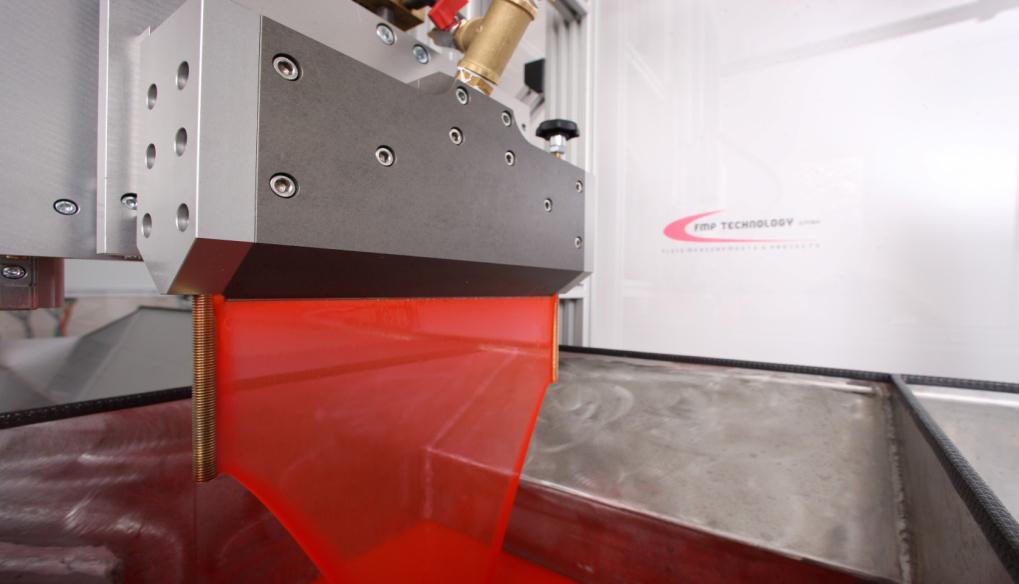

Im Gegensatz zu den selbstdosierenden Beschichtungsverfahren kann bei der vordosierenden Schlitzdüsen-Beschichtung die angestrebte Nassfilmschichtdicke durch den gemessenen Massenstrom und die bekannte Substratgeschwindigkeit ({\displaystyle U_{\text{w}}}, web velocity) bestimmt werden: {\displaystyle m=\varrho U_{\text{w}}hB}. Die Besonderheit der vordosierten Schlitzdüsen-Beschichtung ist demnach, dass Filmdickenvariationen lediglich durch die leichte Kontrolle des Pumpen-Massenstroms und der Prozessgeschwindigkeit erreicht werden. Durch Vorgabe eines über die gesamte Düsenbreite konstanten Massenstroms {\displaystyle m} ist die Schichtdicke {\displaystyle h} bei vorgegebener Dichte {\displaystyle \varrho }, bei einer Bahngeschwindigkeit {\displaystyle U} und Bahnbreite {\displaystyle B} eindeutig bestimmt. Diese einfache Kontrollmöglichkeit ist unter allen bekannten Beschichtungsverfahren einzigartig und garantiert reproduzierbare und extrem homogene Beschichtungen höchster Qualität.

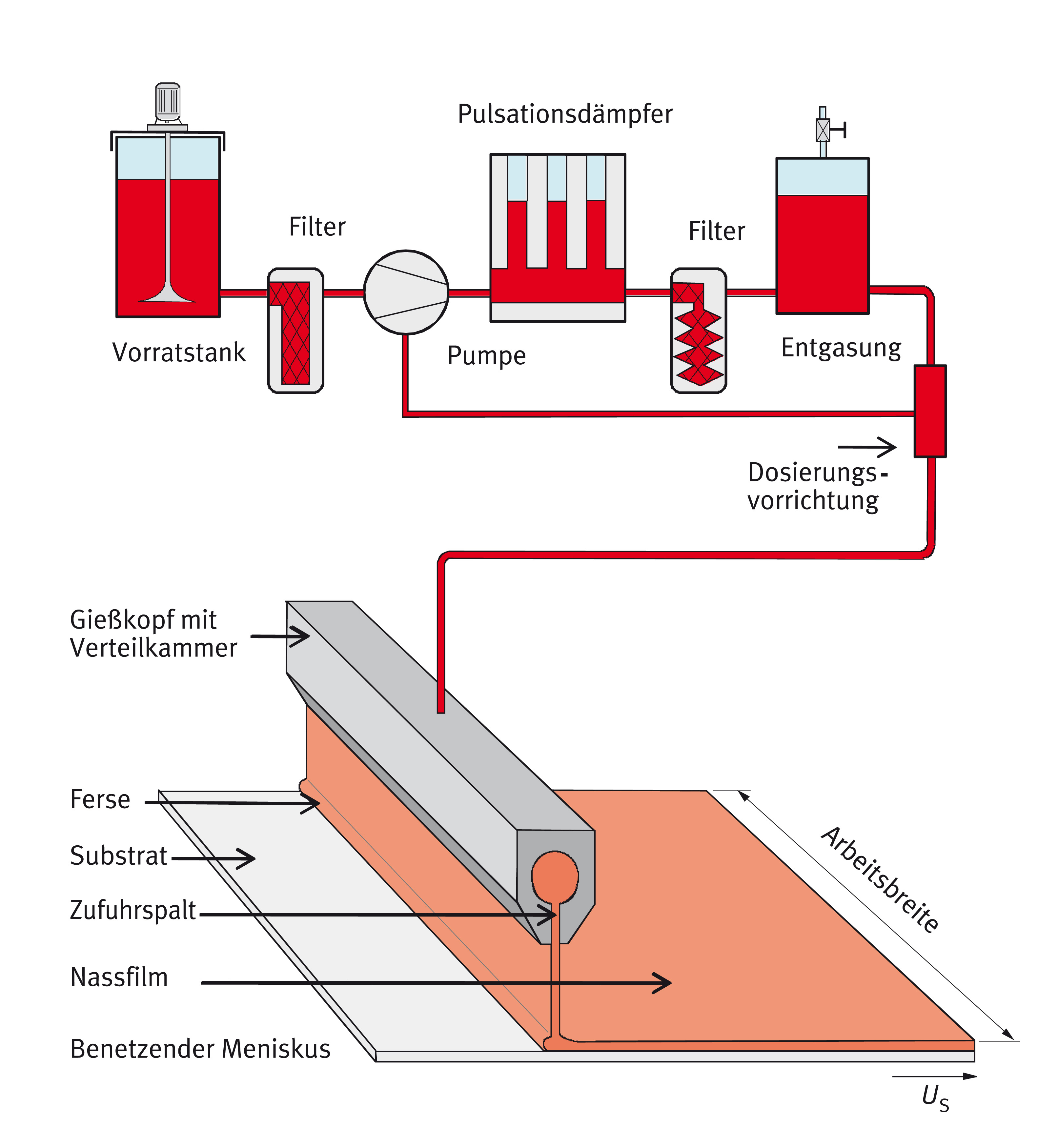

Die in unterschiedlich Modi (curtain coating mode, bead coating mode, web tensioned coating mode, extrusion coating mode) betriebene Schlitzdüse wird insbesondere dann in industriellen Beschichtungsprozessen eingesetzt, wenn sehr präzise, sehr reproduzierbar und sehr wirtschaftlich eine oder mehrere Flüssigkeitsschichten auf unterschiedlichste Substrate aufgetragen werden sollen. In Abhängigkeit von den unterschiedlichen Modi sowie der Fluidrheologie, der aufzutragenden Nassfilmschichtdicke und dem Abstand zwischen Düse und Substrat können Beschichtungsgeschwindigkeiten von 0,1 bis >> 2000 m/min realisiert werden. Bei der Schlitzdüsen-Beschichtung liegen typische Nassfilmschichtdicken im Bereich von 0,5 bis 500 µm. Die exakte Maschineneinstellung für die Herstellung dieser fehlerfreien Nassfilmschichtdicken kann entweder empirisch ermittelt oder aufgrund analytischer Berechnungen so genannter Beschichtungsfenster schnell und zielgerichtet vorgenommen werden.

### Typische Anwendungsbereiche
- Papierindustrie, Kartonindustrie
- Folienherstellung (Folienlackierung, Klebebandherstellung, Silikonfolien, Folienextrusion)
- technische Textilien, Vliesstoffe (zum Imprägnieren, Appretieren, Beschichten etc.)
- Erneuerbare Energien (gedruckte Elektronik, Li-ION-Herstellung, OLED etc.)
- Medizinische Produkte (Pflaster, Latexverbände, Indikatoren)
- Bauindustrie (Beschichtung von Betonplatten, Bauholz etc.)
- etc.

### Typische Beschichtungsmedien
- Wasserbasierte- und lösemittelhaltige Fluide
- Abrasive Pigmente (Korund, Titandioxid etc.)
- Hotmelt-Beschichtungen
- Folienextrusion

### Typische Hersteller von Schlitzdüsen
Schlitzdüsen werden weltweit für industrielle Produktionen sowie im Bereich der Forschung und Entwicklung eingesetzt. Auf dem internationalen Markt existierten zahlreiche Anbieter von Beschichtungsdüsen, wobei diese sich im Wesentlichen aufgrund ihrer Bauform und die damit definierte, physikalische Funktionalität unterscheiden:
Nahezu alle Beschichtungsdüsen (z. B. mit „Kleiderbügel“- Verteilkammer etc.) stellen die Gleichverteilung des Beschichtungsfluids über die Substratbahnbreite durch die Kombination der Verteilkammergeometrie, der Beschichtungsfluid-Rheologie, der Beschichtungsmenge, der Beschichtungsgeschwindigkeit und der Schlitzdüsen-Innendruckverteilung her. Aus diesem Grund funktionieren diese druckabhängigen Schlitzdüsen nicht für unterschiedlichste Fluide und unterschiedliche Schichtdicken ohne Qualitätseinbußen in der Querverteilungsgenauigkeit erleiden zu müssen.

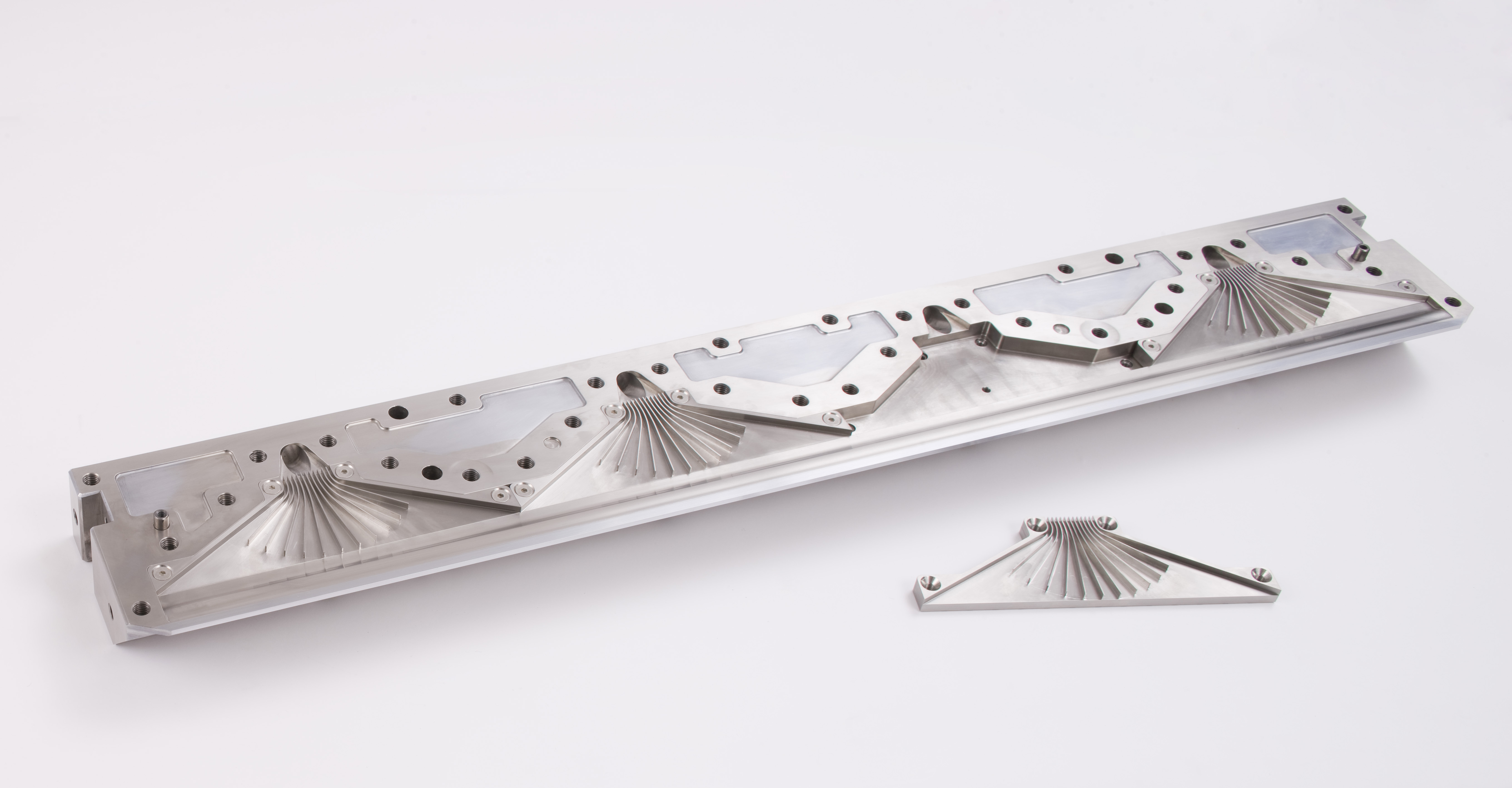

Einen anderen Weg beschreiten die so genannten viskositäts- und massenstrom-unabhängigen Beschichtungsdüsen, diese neuartigen Schlitzdüsen funktionieren nahezu druckfrei. Die massenstrom- und viskositätsunabhängige Gleichverteilung des Beschichtungsfluids wird hierbei durch einen in die Verteilkammer integrierten, patentierten Diffusor gewährleistet. Anwender können mit den massenstrom- und viskositätsunabhängigen Schlitzdüsen unterschiedlichste Beschichtungsflüssigkeiten und verschiedenste Durchflussraten immer mit der gleichen Querverteilungsgenauigkeit der resultierenden Nassfilmschichtdicke verarbeiten.